# Andronikos Nestongos
Andronikos Dukas Nestongos (mittelgriechisch Ἀνδρόνικος Δούκας Νεστόγγος; † nach 1225) war ein byzantinischer Usurpator gegen den nikäischen Kaiser Johannes III. Dukas Batatzes

## Leben
Andronikos Nestongos war ein Angehöriger der Familie der Nestongoi, die in den byzantinischen Quellen zuerst im 11. Jahrhundert erscheint. Seine namentlich nicht bekannte Mutter war eine Tochter des Isaak Dukas Angelos, dessen Mutter Theodora Komnena die jüngste Tochter des Kaisers Alexios I. Komnenos und der Irene Dukaina war. Die Familie emigrierte nach der Eroberung Konstantinopels durch die Kreuzfahrer im April 1204 zusammen mit anderen bedeutenden Aristokratenfamilien nach Bithynien. Im Kaiserreich Nikaia nahmen sie bald führende Positionen in der Verwaltung ein. 
Über die Kindheit und Jugend des Andronikos und seines Bruders Isaak ist kaum etwas bekannt. Nachdem ihr Cousin Johannes Dukas Batatzes 1221 (oder 1222) die Nachfolge seines Schwiegervaters Theodor I. Laskaris angetreten hatte, machten sie – ähnlich wie kurz zuvor die Laskariden-Brüder Alexios und Isaak – aufgrund ihrer Abstammung eigene Herrschaftsansprüche geltend. Mit der Unterstützung einer beträchtlichen Zahl byzantinischer Adeliger, darunter der megas hetereiarches Flamulis und der Dux des Themas Thrakesion, Makrenos, zettelten die Nestongoi-Brüder Ende 1224 oder Anfang 1225 eine Verschwörung an mit dem Ziel, Andronikos auf den Thron zu bringen. Johannes III., der an den Dardanellen gegen die Lateiner kämpfte, erfuhr von dem Komplott. Nachdem er seine im Hafen von Lampsakos liegenden Schiffe hatte zerstören lassen, zog er mit seinen Truppen nach Achyraos und ließ die Rebellen ohne größeres Gefecht gefangen nehmen. 
Andronikos Nestongos und seine Komplizen wurden als Hochverräter angeklagt, kamen jedoch mit vergleichsweise milden Strafen davon. Der Kaiser ließ ihn im Gegensatz zu seinem Bruder Isaak, der geblendet und verstümmelt wurde, nicht nur körperlich unversehrt, sondern sorgte stillschweigend auch dafür, dass er nach kurzer Zeit aus der Haft entkommen und ins Sultanat der Rum-Seldschuken fliehen konnte. Wann und durch welche Umstände Andronikos starb, ist unbekannt.